# Trang Nguyen

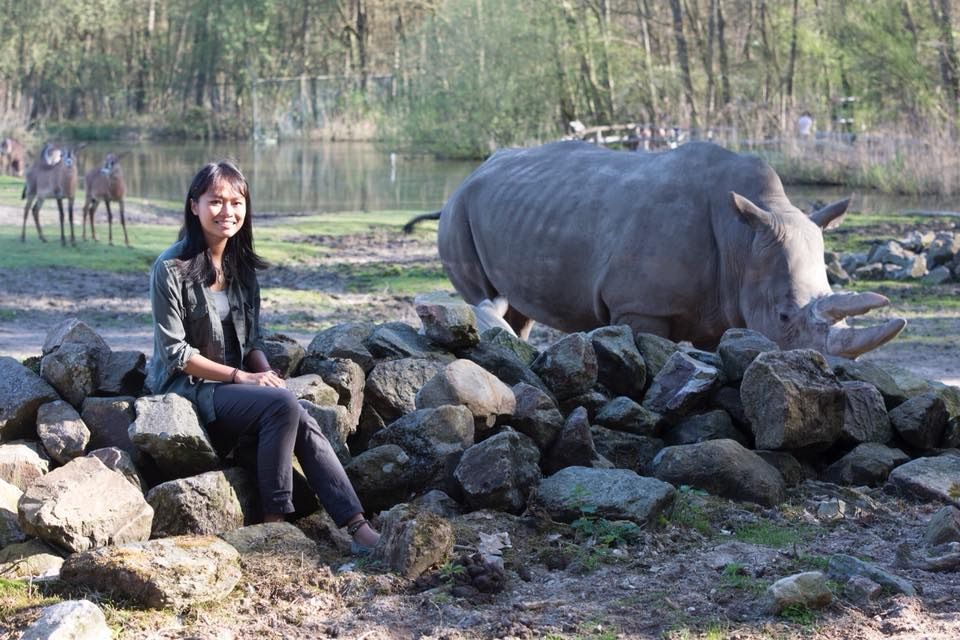
Trang tại Vườn thú Burger, trước khi nhận giải thưởng Future for Nature năm 2018

Trang Nguyễn hay Nguyễn Thị Thu Trang (sinh ngày 2 tháng 3 năm 1990) là một nhà bảo tồn đông vật hoang dã người Việt Nam, nhà hoạt động môi trường và nhà văn. Cô được biết đến với công trình bảo tồn giải quyết nạn buôn bán trái phép động vật hoang dã ở châu Phi và châu Á. Ở Việt Nam, cô được biết đến nhiều với cuốn Trở Về Nơi Hoang Dã (Back to the Wilderness)  và Chang Hoang Dã – Gấu (Chang is Wild about Bears). Năm 2018, ở tuổi 28, cô nhận giải thưởng Future for Nature, cũng như Eco-Warrior từ Elle Style Awards. Cô cũng được Forbes Việt Nam bình chọn là 1 trong 30 gương mặt xuất sắc dưới 30 tuổi và đề cử Women of the Future - khu vực Đông Nam Á vào năm 2018 vì những đóng góp của cô trong việc bảo tồn động vật hoang dã toàn cầu. Cô cũng được BBC đưa vào danh sách những phụ nữ có ảnh hưởng nhất toàn cầu năm 2019  và 1 trong 30 gương mặt xuất sắc dưới 30 tuổi (30 Under 30) của Forbes Châu Á năm 2020.
Vào năm 2013, Trang được hóa thân thành nhân vật game online giúp nâng cao nhận thức về bảo tồn tê giác. Trò chơi đã thu hút hơn 3 triệu người chơi trong vòng hai tuần đầu tiên trò chơi ra mắt. Năm 2018, Trang Nguyễn tham gia bộ phim tài liệu Nam Phi mang tên Stroop: Journey into the Rhino Horn War (Stroop: Hành trình vào cuộc chiến sừng tê giác). và bộ phim tài liệu của Mỹ mang tên Breaking Their Silence: Women on the Frontline of the Poaching War (Phá vỡ sự câm lặng: Những người phụ nữ trên chiến tuyến của cuộc chiến săn trộm).